# Tangara fucosa
Tangara fucosa  (лат.) — вид новонёбных птиц из семейства танагровых. Подвидов не выделяют. Распространён на крайнем северо-западе Колумбии (северо-запад Чоко), а также в восточной Панаме — в Серро-Пирре, Серро-Такаркуна, Серро-Мали и Серранья-де-Хунгуруда (восток Дарьена). Обитают в горном лесу и на лесной границе, на высоте от 1350 до 1875 метров над уровнем моря. Длина тела около 13 см.